# أخي فوق الشجرة (فلم)
أخي فوق الشجرة هو فيلم كوميدي مصري عرض عام 2023، بطولة رامز جلال، ونسرين طافش، وحمدي الميرغني، وتارا عماد، ومن تأليف لؤي السيد وإخراج محمود كريم.
اسم الفيلم مستوحىً من فيلم أبي فوق الشجرة المنتج عام 1969.

## قصة الفيلم
في إطار كوميدي، يحكي الفيلم قصة الشاب الانطوائي علاء الذي يعيش حياة صحية منظمة، ولكن دخول توأمه بهاء الذي لم يكن يعلم بوجوده حياته يقلبها رأسا على عقب.

## طاقم التمثيل
- رامز جلال
- نسرين طافش
- حمدي الميرغني
- تارا عماد
- بيومي فؤاد
- محمد ثروت
- دينا محسن
- إسلام إبراهيم
- ياسمين رحمي
- عبد الباسط حمودة

## فريق العمل
- إخراج: محمود كريم
- تأليف: لؤي السيد
- مدير التصوير: مروان صابر
- مونتاج: عمرو عاصم
- موسيقى تصويرية: عمرو إسماعيل
- إنتاج: الإخوة المتحدين للسينما (وليد صبري)
- توزيع: الإخوة المتحدين للسينما، أورينت فيلم
- محاسب : أحمد محمد سعيد

## الدعاية
في 8 ديسمبر 2022 نشر رامز جلال مقطع تشويقي قصير للفيلم على حسابه على موقع إنستغرام.